# Air Glubi
Air Glubi is een bestuurslaag in het regentschap Bintan van de provincie Riouwarchipel, Indonesië. Air Glubi telt 820 inwoners (volkstelling 2010).